# Рубцово (Сямженский район)
Рубцово — деревня в Сямженском районе Вологодской области.
Входит в состав Коробицынского сельского поселения, с точки зрения административно-территориального деления — в Коробицинский сельсовет.
Расстояние по автодороге до районного центра Сямжи — 43 км, до центра муниципального образования Георгиевской — 3 км. Ближайшие населённые пункты — Мартьяниха, Арганово, Самылково.
По переписи 2002 года население — 9 человек.